# 大沙镇 (开平市)
大沙镇，是中华人民共和国广东省江门市开平市下辖的一个乡镇级行政单位。

## 行政区划
大沙镇下辖以下地区：
大沙圩社区、岗坪村、西湾村、星山村、联山村、新星村、夹水村、群联村、大沙村、五村、大塘村、蕉园村、白沙村、黎雄村和沃富村。